# История почты и почтовых марок Итальянской Восточной Африки

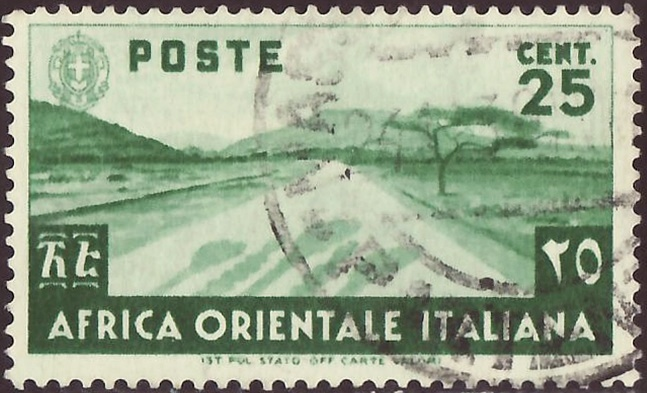
Почтовая марка Итальянской Восточной Африки, 1938 г.

История почты и почтовых марок Итальянской Восточной Африки связана с почтовыми марками и их историей, выпущенными Королевством Италии в период с 1936 по 1941 год для использования в Итальянской Восточной Африке, называемой на итальянском языке: Africa Orientale Italiana (A.O.I.). В состав Итальянской Восточной Африки входили Итальянская Эритрея, Эфиопия и Итальянское Сомали.

## История
Италия владела колониальными территориями в Восточной Африке с конца XIX века.
В Итальянском Сомали одним из первых районов был Бенадир вокруг Могадишо, который впоследствии был расширен и стал Итальянским Сомали (Somalia italiana) с включением в 1926 году территории «Олтре-Джуба». Некоторый известный выпуск отметил это расширение.

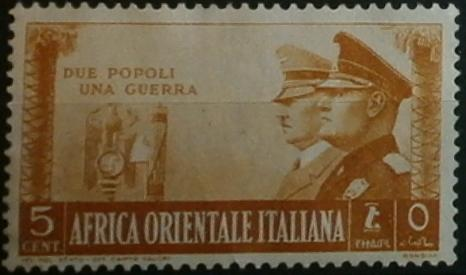
Почтовая марка Итальянской Восточной Африки

В Эритрее было создано первое официальное итальянское владение в Восточной Африке под названием Колония Эритрея (Colonia Eritrea). Первая серия почтовые марок была выпущена 1 января 1893 года, за ней последовали первые почтовые карточки с впечатанными марками и первые секретки.
Итальянская Восточная Африка (Africa Orientale Italiana) была создана в 1936 году, когда Италия аннексировала Эфиопию. Почтовые марки выпускались до 1941 года (когда Итальянская Восточная Африка была завоевана союзниками во время Второй мировой войны).
В 1937 году губернатор Маурицио Рава (Maurizio Rava) создал первую систему почтовых станций в Итальянском Сомали, которая позже была полностью расширена и включала всю Итальянскую Эритрею и большую часть Итальянской Эфиопии, когда началась Вторая мировая война.
Наиболее известными сериями почтовых марок Итальянской Восточной Африки стали выпуски в 1938 году и 1939/1940 годах под названием «Pittoriche». Почтовая марка «Buono Posta Aerea» в апреле 1941 года — единственная, на которой на карте Итальянской Восточной Африки изображён бывший Британский Сомалиленд, присоединенный к Итальянской Восточной Африке.

## Выпуски Итальянской Эфиопии

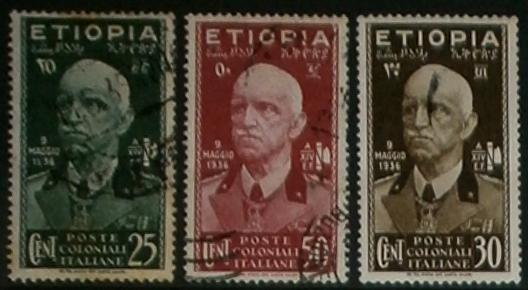
Почтовые марки Итальянской Эфиопии

В Итальянской Эфиопии были выпущены почтовые марки с изображением Виктора Эммануила III как императора; на марках были надписи на итальянском, арабском и амхарском языках.

22 мая 1936 года были выпущены три почтовые марки (в только что захваченной и созданной Итальянской Восточной Африке) — номиналом 25 с, 30 с и 50 с — с изображением императора Виктора Эммануила III. Позднее в том же году, 5 декабря, были выпущены ещё четыре почтовые марки — номиналом 10 с, 20 с, 75 с и 1,25 лиры — также с изображением Виктора Эммануила на фоне видов Эфиопии. На всех марках были надписи на итальянском, арабском и амхарском языках и дата: 9 мая 1936 года в ознаменование дня аннексирования Эфиопии Италией. Оккупационные почтовые марки сменили почтовые марки Итальянской Восточной Африки 7 февраля 1938 года— Michael Adkins 
Три почтовые марки с изображением императора Виктора Эммануила III были выпущены 22 мая 1936 года. Позднее в том же году были выпущены ещё четыре марки, на которых также был изображён Виктор Эммануил с видами Эфиопии на заднем плане. На всех этих марках были надписи на итальянском, арабском и амхарском языках и текст «9 мая 1936 года», указывающий на дату присоединения Эфиопии к Италии. Эти серии были заменены почтовыми марками Итальянской Восточной Африки 7 февраля 1938 года.